# Гершвин, Джордж
Джордж Ге́ршвин (англ. George Gershwin), при рождении Я́ков (Дже́йкоб) Гершвин (Jacob Gershwin; 26 сентября 1898, Нью-Йорк — 11 июля 1937, Голливуд) — американский композитор и пианист.

## Биография
Джордж Гершвин родился 26 сентября 1898 года в Нью-Йоркском районе Бруклин в семье еврейских эмигрантов из Российской империи (Одесса, ныне — Украина). При рождении назван родителями Яковом. Его отец, Моррис Гершвин, переехал в Бруклин в начале 1890-х годов. Мать, Роза Брушкина, жила здесь несколькими годами ранее. Гершвин — внук петербургского мастера меховых изделий Брушкина, переехавшего в 1892 году с женой и дочерью в США. Джордж был вторым ребёнком в семье, где было четверо детей.
В 12 лет под впечатлением от встречи с 10-летним скрипачом Максом Розеном начал самостоятельно учиться играть на фортепиано. Намного позже, став прославленным композитором, Гершвин не переставал учиться, совершенствовать свою технику. Во время таких занятий он познакомился с уникальным композитором тех лет, эмигрантом из России — Иосифом Шиллингером (последний примечателен тем, что подходил к процессу сочинения музыки с математических позиций, пытаясь разработать универсальный алгоритм. Окончил Петербургскую консерваторию, был другом Д.Шостаковича и Л.Термена).
В 1914 году Гершвин начал профессионально заниматься музыкой, работая аккомпаниатором в музыкальном издательстве Джерома Ремика. Уже через два года было выпущено первое авторское произведение молодого Гершвина — «When You Want ’Em, You Can’t Get ’Em». Несмотря на то, что оно не пользовалось особым успехом у публики, Гершвин привлёк внимание некоторых известных бродвейских продюсеров и режиссёров. Например, Зигмунд Ромберг включил музыку Гершвина в своё ревю The Passing Show of 1916. В те годы Гершвин, занимаясь фортепиано, гармонией и оркестровкой, подрабатывал пианистом в ресторанах. Его учителями были Ч. Хамбитцер (фортепиано), Р. Голдмарк (гармония) и другие.
В 1918—1919 годах на Бродвее исполнялось много произведений Гершвина: песня Swanee вошла в шоу Эла Джолсона «Sinbad» и имела ошеломляющий успех — Джолсон многократно записывал её на пластинках и исполнил в нескольких фильмах. А постановка La La Lucille 1919 года была полностью основана на сочинениях Гершвина.
В 1920—1924 годах Джордж Гершвин создавал по нескольку десятков произведений для George White’s Scandals, а в 1922 году написал даже настоящую оперу — Blue Monday (известную также как «135th Street»), после премьеры которой был приглашен в джаз-бэнд Пола Уайтмена в качестве композитора. Именно для Уайтмена Гершвин сочинил жемчужину своего творчества — «Rhapsody in Blue» («Рапсодия в блюзовых тонах» или же «Рапсодия в стиле блюз»).
В 1924 году Гершвин создал мюзикл Lady, Be Good, который стал первым настоящим успехом композитора на Бродвее. В этой постановке Гершвин впервые работал со своим братом Айрой Гершвином, который писал все тексты. Следующее десятилетие этот творческий союз был самым продуктивным и востребованным на Бродвее. Самым удачным их шоу было Of Thee I Sing, 1931; за него они получили Пулитцеровскую премию (1932), впервые присуждённую музыкальной постановке.
Самой масштабной и амбициозной работой в биографии Гершвина стала «фольклорная» опера «Порги и Бесс» (1935), поставленная по роману Дюбоса Хейворда, принимавшего участие в написании либретто для оперы.
В начале 1937 года у Гершвина обнаружились симптомы опухоли головного мозга. Гершвина поместили в клинику «Седарс Синай», где он умер утром 11 июля 1937 года, не приходя в сознание после операции по удалению опухоли.
На следующий день после смерти композитора по американскому радио выступил Арнольд Шёнберг, лично знакомый с Гершвином и ценивший его творчество, который сказал следующее:
Джордж Гершвин был одним из редких музыкантов, для которых музыка не сводилась к вопросу о больших или меньших способностях. Музыка была для него воздухом, которым он дышал, пищей, которая его насыщала, напитком, который освежал. Музыка была тем, что он чувствовал, чувством, которое его наполняло. Первозданность такого рода дана только великим и, без сомнения, он был великим композитором. То, что он совершил, — это вклад не только в американскую музыку, но и в музыку всего мира.

## Сочинения
Мюзиклы (выборка)
- La La Lucille, 1919 (Ля-ля, Люсиль)
- Lady, be good, 1924 (Будьте добродетельны, леди)
- Primrose, 1924
- Strike Up the Band[англ.], 1927 (Пусть гремит оркестр)
- Girl Crazy[англ.], 1930 (Безумная)
- Of Thee I Sing, 1931 (О тебе я пою)

Оперы
- Голубой понедельник, 1922, другое название 135th Street (135-я улица)
- Порги и Бесс, 1935, либретто Д. Хейворда, стихи Айры Гершвина со знаменитой арией Summertime.

Инструментальные произведения
- Рапсодия в стиле блюз для фортепиано с оркестром (Rhapsody in Blue, 1924)
- Порги и Бесс, симфоническая картина
- Американец в Париже (An American in Paris, 1928),
- Вторая рапсодия (Second Rhapsody)
- Кубинская увертюра (Cuban Overture)
- 3 прелюдии для фортепиано
- Сюита «На скорую руку» (Ambulatory Suite)
- Симфоническая Сюита «Кэтфиш-Роу» (на темы из оперы «Порги и Бесс»)(Catfish-Row)
- Концерт для фортепиано с оркестром F-dur (Concerto in F)
- 2 вальса в До-миноре
- Вариации на тему песни «Я ощущаю ритм») (для фортепиано и джазового оркестра)

 Отдельные музыкальные и вокальные произведения 
Многие отрывки из мюзиклов популярны как отдельные произведения, например: фокстрот «Любимый мой» как песня (исполняет Лариса Долина).

## Признание
- В 1945 году вышел фильм «Рапсодия в блюзовых тонах»[англ.], посвящённый композитору.
- В 1983 году в честь композитора бродвейский театр Uris был переименован в театр Гершвина[11].
- В 1985 году «за выдающийся и неоценимый вклад в американскую музыку, театр и культуру» братья Джордж и Айра Гершвины были посмертно удостоены Золотой медали Конгресса США[12][13].
- Имя музыкантов носит ежегодная Премия за популярную песню, учреждённая Библиотекой Конгресса США[12].